# Karthago I.
A Karthago I. a Karthago együttes első, nagy sikerű lemeze, amely 1981-ben jelent meg és 178.000 példányban fogyott el. Az album borítóján egy, a szeméből lézersugarakat lövellő elefánt látható.   
A későbbi CD kiadvány bónusz dalként az eredeti felvételek mellett korábbi, 1979-ben és 1980-ban felvett dalokat is tartalmaz. Így kislemeznóták, például a "Csak egy szót akarok", és a "Fohász egy új naphoz", továbbá a kuriózumnak számító "Tagadás" (Gidófalvy Attila szerzeménye), továbbá a "Senki lánya" (Girls from Nowhere) és a "Requiem" angol nyelvű változatai is szerepelnek.    

## Dalok
1. Lépd át a múltat!  - 4:40
2. Indulj tovább! - 4:13
3. Apáink útján - 5:38
4. Az éjszaka vándora - 3:56
5. A pénz - 5:37
6. Az áruló - 6:18
7. A fények, a hangok, az árnyak - 6:21
8. Paks, az atomváros - 4:43
9. Lázban égő nemzedék - 6:59
Bónusz dalok (CD kiadványon):
10. Csak egy szót akarok - 4:00
11. Fohász egy új naphoz - 4:21
12. Tagadás - 4:54
13. Girls from nowhere - 5:00
14. Requiem (angol) - 4:31

## Közreműködők
- Gidófalvy Attila – Billentyűs hangszerek, vokál

- Kiss Zoltán – basszusgitár, vokál

- Kocsándi Miklós – Dob, ének

- Szigeti Ferenc (zenész) – gitárok, ének

- Takáts Tamás – ének

## Külső hivatkozások
- Archiválva 2021. június 28-i dátummal a Wayback Machine-ben www.karthagoband.com A Karthago együttes hivatalos weboldala
- https://rockdiszkont.hu/k/karthago-i-cd Az album leírása